# 星座占い
星座占い（せいざうらない）は、星占い（ほしうらない）ともいい、西洋占星術を簡略化した占いの一種。12星座占い、サン・サイン占星術（Sun sign astrology、太陽星座占い）とも言う。ここでいう「星座」は占星術の「宮」（サイン）のことであり、現在の夜空の星座とは異なる概念である。

## 概要
誕生時に太陽が十二宮のどの宮（サイン）に位置したかにより、その人物の性格や相性、運命などを占う。
太陽暦であるグレゴリオ暦では、誕生日さえ判れば太陽の位置も判るため、簡便な占いとして、急速に普及。
また、星座占いの占い師の中には、月星座占い（誕生時に月がどこの十二宮にあったかで占うもの。自分の「星座」とは必ずしも合致しない）を駆使し、ホロスコープ（天球図）を作り、さらに細かく占うという方法をとる者もある。
09年に宗教と国民生活に関するピュー・フォーラム（Pew Forum on Religion and Public Life）が行った世論調査によると、米国人の約4分の1が星座占いを信じているとされるなど、海外でも馴染み深い占いである。

## 日本のメディアにおける星座占い
今や、若者向け・主婦向け雑誌の多くに星座占いによる運勢判断コーナーが用意されているのみならず、『朝日新聞』のような全国紙にも、夕刊に「あすの運勢」（松村潔）が掲載されていた。
毎朝放送される民放の情報番組の多くにも星座占いによる運勢判断コーナーがあった。最近は番組のリニューアルや新番組化により占いコーナーを廃止する例も多い。2025年4月現在星占いが放送されている主な番組は、テレビ朝日系の『グッド!モーニング』、フジテレビ系の『めざましテレビ』（どようび含む）、日本テレビ系『DayDay.』となっている。また、かつてはテレビ東京系列の夕方の子供向けバラエティー番組『ピラメキーノ』でも星座占いによる運勢判断コーナーが放送されていた。

## 星座占いの機械
喫茶店などのテーブル上には、星座占いの機械（ルーレット式おみくじ機）が置かれていることがある。硬貨を投入して、レバーを動かすと、占いの内容が印刷された用紙が排出される。

## 各星座の星座占い上の期間
なお、占いによっては期間が1日ほどずれる場合がある。